# Aleksandr Kiriczenko (kolarz)
Aleksandr Aleksandrowicz Kiriczenko (ros. Александр Александрович Кириченко, ukr. Олександр Олександрович Кириченко, Ołeksandr Ołeksandrowycz Kyryczenko, ur. 13 sierpnia 1967 w Kijowie) – rosyjski kolarz torowy reprezentujący także ZSRR, złoty medalista olimpijski i dwukrotny medalista mistrzostw świata.

## Kariera
Pierwszy sukces w karierze Aleksandr Kiriczenko osiągnął w 1988 roku, kiedy wywalczył złoty medal w wyścigu na 1 km podczas igrzysk olimpijskich w Seulu. W wyścigu tym bezpośrednio wyprzedził Martina Vinnicombe’a z Australii i Roberta Lechnera z RFN. W tej samej konkurencji zajął dwunaste miejsce na igrzyskach olimpijskich w Barcelonie w 1992 roku, a na rozgrywanych cztery lata później igrzyskach w Atlancie był osiemnasty. W międzyczasie wziął udział w mistrzostwach świata w Lyonie w 1989 roku zajmując trzecie miejsce za Niemcem Jensem Glücklichem i Martinem Vinnicombe'em. Ponadto podczas mistrzostw świata w Maebashi w 1990 roku zwyciężył w swojej koronnej konkurencji, wyprzedzając Francuzów: Francisa Moreau i Armanda de Las Cuevas.